# Carlo Maggi
Ne doit pas être confondu avec Carlos Maggi.
Carlo Maggi, latinisé Carolus Magius et francisé Charles Magius, est un citoyen et un voyageur vénitien mort vers 1587.
De 1568 à 1573, il se rend dans une grande partie du Proche-Orient, alors sous contrôle ottoman, notamment dans la ville de Jérusalem, où il est fait chevalier de l'ordre équestre du Saint-Sépulcre de Jérusalem. Capturé par les Turcs lors du siège de la ville de Nicosie lors de la Quatrième Guerre vénéto-ottomane de 1570-1571, il ne peut revenir à Venise qu'après la bataille de Lépante en 1572.
Il rédige un bref récit de voyage sous forme de manuscrit en 1578, connu sous le nom de Voyages et aventures de Charles Magius, conservé à la Bibliothèque nationale de France. Le manuscrit consiste en 18 miniatures d'un maître flamand ou vénitien, montrant des scènes du voyage de Maggi. Un commentaire en français sur le manuscrit a été publié par Louis-César de La Baume Le Blanc de La Vallière en 1761.

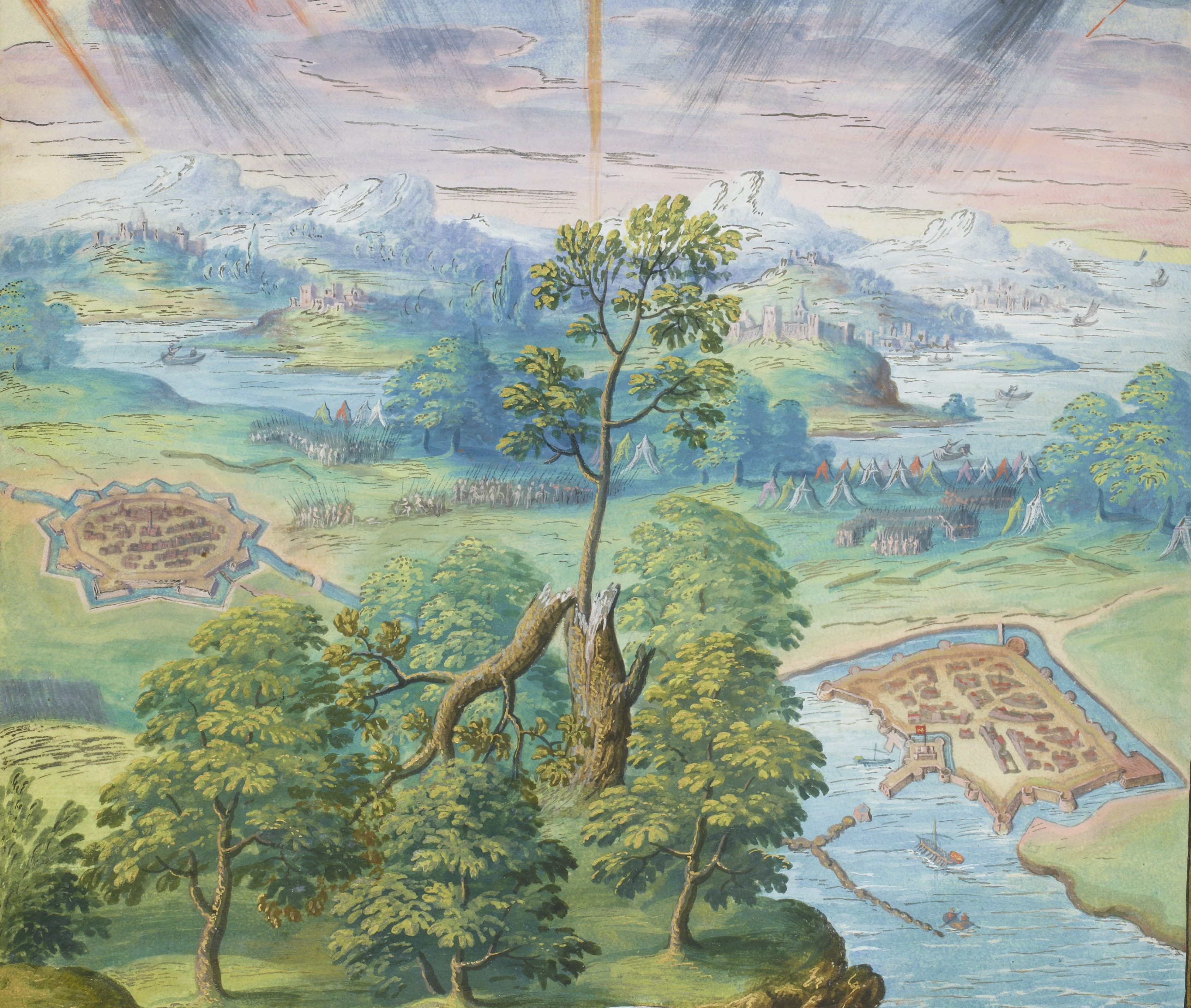
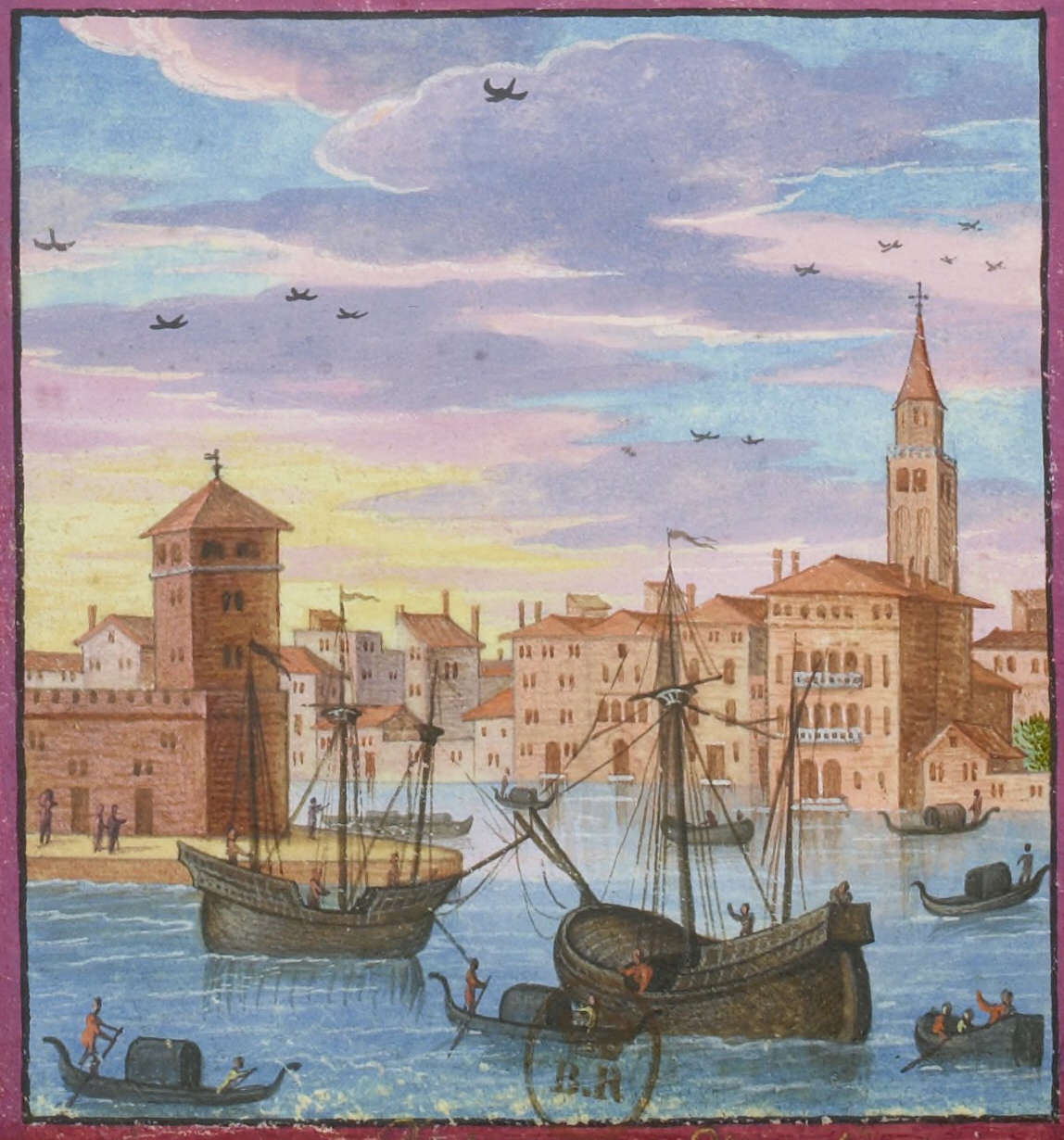
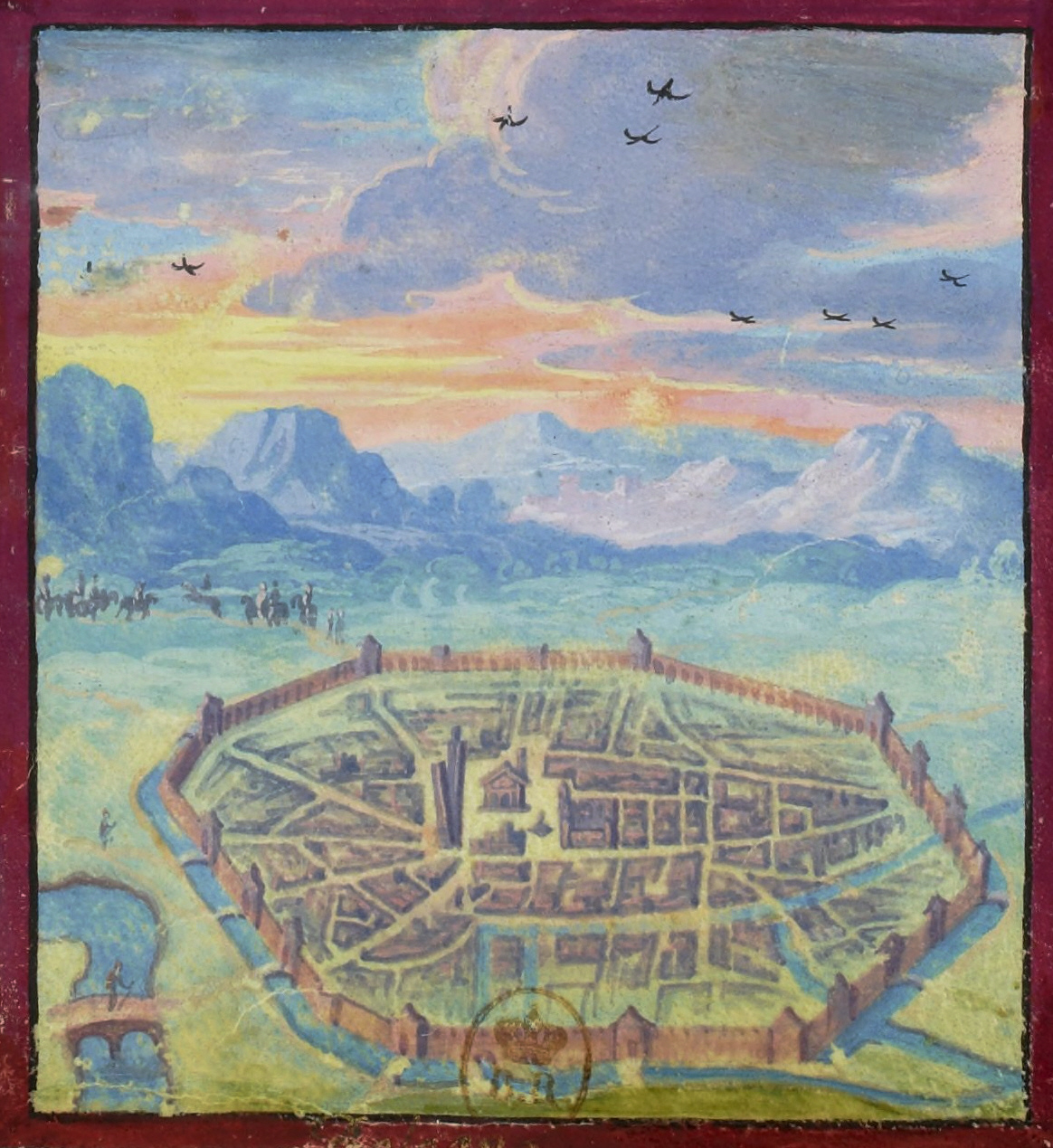
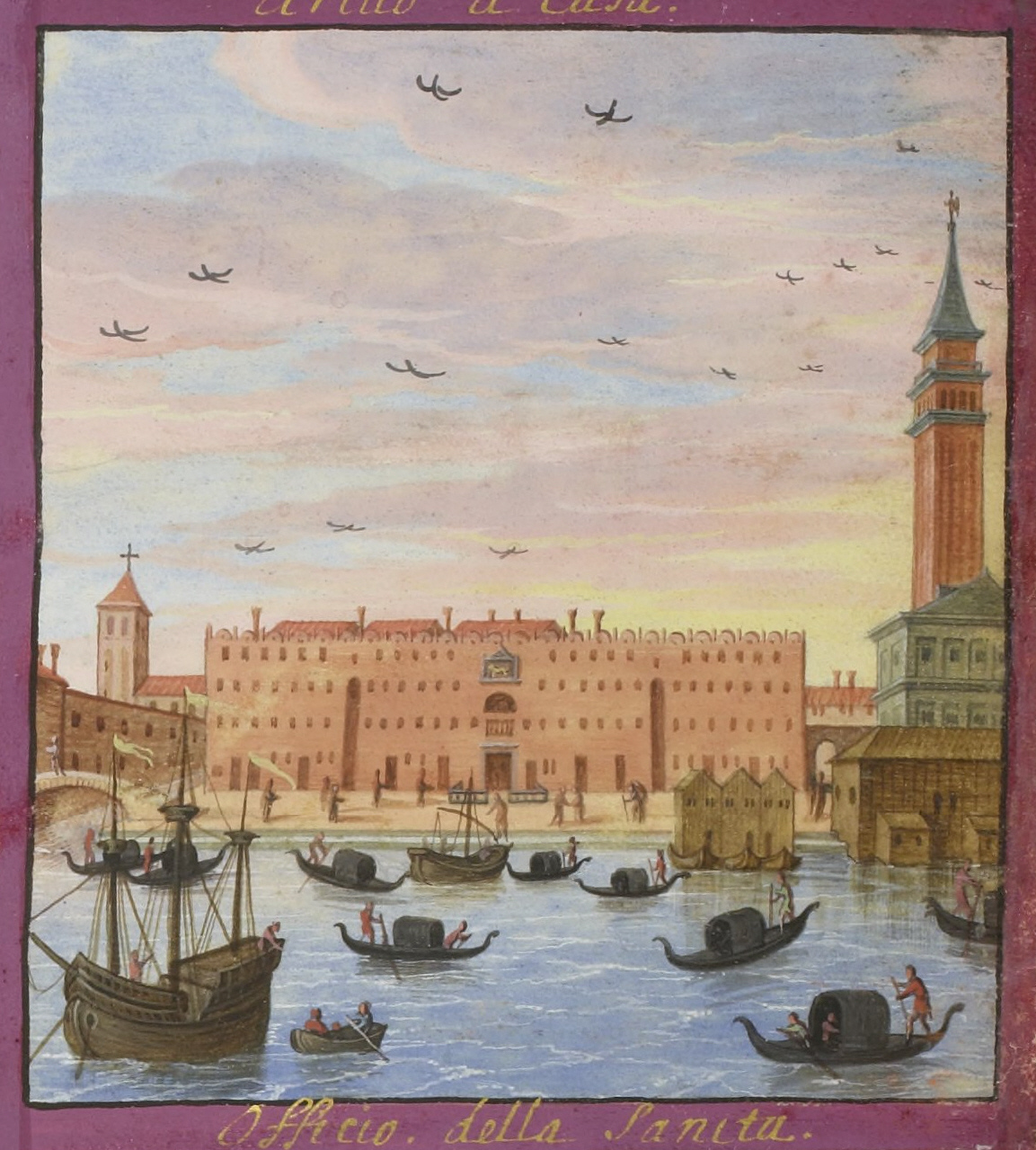